# 八痣蛛
八痣蛛（学名：Araniella cucurbitina）为园蛛科痣蛛属的动物。分布于欧洲、俄罗斯、日本以及中国大陆的吉林、内蒙古、新疆等地，一般栖息于农田。该物种的模式产地在欧洲。